# Campiones de dobles femenins de l'Open dels Estats Units
L'Obert dels Estats Units o US Open és un torneig Grand Slam de tennis creat l'any 1881. Actualment se celebra durant dues setmanes entre agost i setembre sobre superfície dura al complex USTA Billie Jean King National Tennis Center de Flushing Meadows, Nova York, Estats Units. Des de 1987 és el darrer Grand Slam del calendari.
Des de la seva creació ha canviat en diverses ocasions de seu: Newport (1881−1914), Forest Hills (1915−1920, 1924−1977) i Filadèlfia (1921−1923), fins que des del 1978 es disputa a l'emplaçament actual de Nova York. La primera edició estigué reservada a membres del club United States National Lawn Tennis Association (USNLTA) però en la següent ja es va obrir a tennistes internacionals. Actualment és l'únic Grand Slam en què es disputa un tie-break en el cinquè set, tot i que fins al moment no s'ha produït mai en una final. El tipus de superfície s'ha canviat en dues ocasions, inicialment es disputava sobre gespa (1881-1974), durant tres anys es va disputar sobre terra batuda Har-Tru (1975-1977) i el 1978 es va canviar a la superfície dura actual de DecoTurf.
La competició doble femenina se celebra des de l'any 1889, vuit anys després de la seva creació.

## Palmarès

### U.S. National Championships
| Any  | Campiones                                            | Finalistes                                     | Resultat           |
| ---- | ---------------------------------------------------- | ---------------------------------------------- | ------------------ |
| 1889 | Margarette Ballard Bertha Townsend                   | Marian Wright Laura Knight                     | 6−0, 6−2           |
| 1890 | Ellen Roosevelt Grace Roosevelt                      | Margarette Ballard Bertha Townsend             | 6−1, 6−2           |
| 1891 | Mabel Cahill Emma Leavitt Morgan                     | Grace Roosevelt Ellen Roosevelt                | 2−6, 8−6, 6−4      |
| 1892 | Mabel Cahill Adeline McKinlay                        | Helen Day Harris Amy Williams                  | 6−1, 6−3           |
| 1893 | Aline Terry Harriet Butler                           | Augusta Schultz · M. Stone                     | 6−4, 6−3           |
| 1894 | Helen Hellwig Juliette Atkinson                      | Annabella Wistar Amy Williams                  | 6−4, 8−6, 6−2      |
| 1895 | Helen Hellwig Juliette Atkinson (2)                  | Elisabeth Moore Amy Williams                   | 6−2, 6−2, 12−10    |
| 1896 | Elisabeth Moore Juliette Atkinson                    | Annabella Wistar Amy Williams                  | 6−4, 7−5           |
| 1897 | Juliette Atkinson Kathleen Atkinson                  | Mrs. F. Edwards · Elizabeth Rastall            | 6−2, 6−1, 6−1      |
| 1898 | Juliette Atkinson Kathleen Atkinson (2)              | Marie Wimer Carrie Neely                       | 6−1, 2−6, 6−4, 6−1 |
| 1899 | Jane Craven Myrtle McAteer                           | Maud Banks Elizabeth Rastall                   | 6−1, 6−1, 7−5      |
| 1900 | Edith Parker Hallie Champlin                         | Marie Wimer Myrtle McAteer                     | 9−7, 6−2, 6−2      |
| 1901 | Juliette Atkinson Myrtle McAteer                     | Marion Jones Elisabeth Moore                   | Renúncia           |
| 1902 | Juliette Atkinson Marion Jones                       | Maud Banks Winona Closterman                   | 6−2, 7−5           |
| 1903 | Elisabeth Moore Carrie Neely                         | Miriam Hall Marion Jones                       | 8−4, 6−1, 6−1      |
| 1904 | May Sutton Bundy Miriam Hall                         | Elisabeth Moore Carrie Neely                   | 3−6, 6−3, 6−3      |
| 1905 | Helen Homans Carrie Neely                            | Marjorie Oberteuffer Virginia Maule            | 6−0, 6−1           |
| 1906 | Ann Burdette Coe Ethel Bliss Platt                   | Helen Homans Clover Boldt                      | 6−4, 6−4           |
| 1907 | Marie Wimer Carrie Neely                             | Edna Wildey Natalie Widley                     | 6−1, 2−6, 6−4      |
| 1908 | Evelyn Sears Margaret Curtis                         | Carrie Neely Miriam Steever                    | 6−3, 5−7, 9−7      |
| 1909 | Hazel Hotchkiss Wightman Edith Rotch                 | Dorothy Green · Louise Moyes                   | 6−1, 6−1           |
| 1910 | Hazel Hotchkiss Wightman Edith Rotch (2)             | Adelaide Browning Edna Wildey                  | 6−4, 6−4           |
| 1911 | Hazel Hotchkiss Wightman Eleonora Sears              | Dorothy Green Florence Sutton                  | 6−4, 4−6, 6−2      |
| 1912 | Dorothy Green Mary K. Browne                         | Maud Barger Wallach Mrs. Frederick Schmitz     | 6−2, 5−7, 6−0      |
| 1913 | Mary K. Browne Louise Riddell Williams               | Dorothy Green Edna Wildey                      | 12−10, 2−6, 6−3    |
| 1914 | Mary K. Browne Louise Riddell Williams               | Louise Raymond Edna Wildey                     | 10−8, 6−2          |
| 1915 | Hazel Hotchkiss Wightman Eleonora Sears (2)          | Helen McLean · Mrs. G. L. Chapman              | 10−8, 6−2          |
| 1916 | Molla Bjurstedt Mallory Eleonora Sears               | Louise Raymond Edna Wildey                     | 4−6, 6−2, 10−8     |
| 1917 | Molla Bjurstedt Mallory Eleonora Sears (2)           | Phyllis Walsh Grace Moore LeRoy                | 6−2, 6−4           |
| 1918 | Marion Zinderstein Eleanor E. Goss                   | Molla Bjurstedt Mallory Mrs. Johan Rogge       | 7−5, 8−6           |
| 1919 | Marion Zinderstein Eleanor E. Goss                   | Eleonora Sears Hazel Hotchkiss Wightman        | 10−8, 9−7          |
| 1920 | Marion Zinderstein Eleanor E. Goss (3)               | Eleanor Tennant Helen Baker                    | 6−3, 6−1           |
| 1921 | Mary K. Browne Louise Riddell Williams (3)           | Helen Gilleaudeau Aletta Bailey Morris         | 3−6, 6−4, 12−10    |
| 1922 | Marion Zinderstein Jessup Helen Wills Moody          | Edith Sigourney Molla Bjurstedt Mallory        | 6−1, 4−6, 6−4      |
| 1923 | Kitty McKane Godfree Phyllis Covell                  | Hazel Hotchkiss Wightman Eleanor Goss          | 6−2, 6−2           |
| 1924 | Hazel Hotchkiss Wightman Helen Wills Moody           | Eleanor Goss Marion Zinderstein Jessup         | 2−6, 6−3, 6−4      |
| 1925 | Mary K. Browne Helen Wills Moody                     | May Sutton Bundy Elizabeth Ryan                | 3−6, 6−3, 7−5      |
| 1926 | Elizabeth Ryan Eleanor E. Goss                       | Mary Kendall Browne Charlotte Chapin           | 3−6, 6−4, 12−10    |
| 1927 | Kitty McKane Godfree Ermyntrude Harvey               | Betty Nuthall Joan Fry                         | 6−1, 4−6, 6−4      |
| 1928 | Hazel Hotchkiss Wightman Helen Wills Moody (2)       | Edith Cross Anna McCune Harper                 | 6−2, 6−2           |
| 1929 | Phoebe Holcroft Watson Peggy Mitchell                | Phyllis Covell Dorothy Shepherd                | 2−6, 6−3, 6−4      |
| 1930 | Betty Nuthall Shoemaker Sarah Palfrey Cooke          | Edith Cross Anna McCune Harper                 | 3−6, 6−3, 7−5      |
| 1931 | Betty Nuthall Shoemaker Eileen Bennett Whittingstall | Helen Hull Jacobs Dorothy Round Little         | 6−2, 6−4           |
| 1932 | Helen Jacobs Sarah Palfrey Cooke                     | Edith Cross Anna McCune Harper                 | 3−6, 6−3, 7−5      |
| 1933 | Betty Nuthall Shoemaker Freda James                  | Helen Wills Moody Elizabeth Ryan               | Renúncia           |
| 1934 | Helen Jacobs Sarah Palfrey Cooke                     | Carolin Babcock Stark Dorothy Andrus           | 4−6, 6−3, 6−4      |
| 1935 | Helen Jacobs Sarah Palfrey Cooke (3)                 | Carolin Babcock Stark Dorothy Andrus           | 6−4, 6−2           |
| 1936 | Marjorie Gladman Van Ryn Carolin Babcock Stark       | Helen Hull Jacobs Sarah Palfrey Cooke          | 9−7, 2−6, 6−4      |
| 1937 | Sarah Palfrey Cooke Alice Marble                     | Marjorie Gladman Van Ryn Carolin Babcock Stark | 7−5, 6−4           |
| 1938 | Sarah Palfrey Cooke Alice Marble                     | Simonne Mathieu Jadwiga Jędrzejowska           | 6−8, 6−4, 6−3      |
| 1939 | Sarah Palfrey Cooke Alice Marble                     | Kay Stammers Freda James Hammersley            | 7−5, 8−6           |
| 1940 | Sarah Palfrey Cooke Alice Marble (4)                 | Dorothy Bundy Cheney Marjorie Gladman Van Ryn  | 6−4, 6−3           |
| 1941 | Sarah Palfrey Cooke Margaret Osborne duPont          | Dorothy Bundy Cheney Pauline Betz              | 3−6, 6−1, 6−4      |
| 1942 | Louise Brough Clapp Margaret Osborne duPont          | Pauline Betz Doris Hart                        | 2−6, 7−5, 6−0      |
| 1943 | Louise Brough Clapp Margaret Osborne duPont          | Patricia Canning Todd Mary Arnold Prentiss     | 6−1, 6−3           |
| 1944 | Louise Brough Clapp Margaret Osborne duPont          | Pauline Betz Doris Hart                        | 4−6, 6−4, 6−3      |
| 1945 | Louise Brough Clapp Margaret Osborne duPont          | Pauline Betz Doris Hart                        | 6−3, 6−3           |
| 1946 | Louise Brough Clapp Margaret Osborne duPont          | Patricia Canning Todd Mary Arnold Prentiss     | 6−1, 6−3           |
| 1947 | Louise Brough Clapp Margaret Osborne duPont          | Patricia Canning Todd Doris Hart               | 5−7, 6−3, 7−5      |
| 1948 | Louise Brough Clapp Margaret Osborne duPont          | Patricia Canning Todd Doris Hart               | 6−4, 8−10, 6−1     |
| 1949 | Louise Brough Clapp Margaret Osborne duPont          | Shirley Fry Irvin Doris Hart                   | 6−4, 10−8          |
| 1950 | Louise Brough Clapp Margaret Osborne duPont          | Shirley Fry Irvin Doris Hart                   | 6−2, 6−3           |
| 1951 | Shirley Fry Irvin Doris Hart                         | Nancy Chaffee Patricia Canning Todd            | 6−4, 6−2           |
| 1952 | Shirley Fry Irvin Doris Hart                         | Louise Brough Clapp Maureen Connolly           | 10−8, 6−4          |
| 1953 | Shirley Fry Irvin Doris Hart                         | Louise Brough Clapp Margaret Osborne duPont    | 6−2, 7−9, 9−7      |
| 1954 | Shirley Fry Irvin Doris Hart (4)                     | Louise Brough Clapp Margaret Osborne duPont    | 6−4, 6−4           |
| 1955 | Louise Brough Clapp Margaret Osborne duPont          | Shirley Fry Irvin Doris Hart                   | 6−3, 1−6, 6−3      |
| 1956 | Louise Brough Clapp Margaret Osborne duPont          | Shirley Fry Irvin Betty Pratt                  | 6−3, 6−0           |
| 1957 | Louise Brough Clapp Margaret Osborne duPont (12)     | Althea Gibson Darlene Hard                     | 6−2, 7−5           |
| 1958 | Jeanne Arth Darlene Hard                             | Althea Gibson Maria Bueno                      | 2−6, 6−3, 6−4      |
| 1959 | Jeanne Arth Darlene Hard (2)                         | Althea Gibson Sally Moore                      | 6−2, 6−3           |
| 1960 | Maria Bueno Darlene Hard                             | Ann Haydon Jones Deidre Catt                   | 6−1, 6−1           |
| 1961 | Darlene Hard Lesley Turner                           | Edda Buding Yola Ramírez Ochoa                 | 6−4, 5−7, 6−0      |
| 1962 | Maria Bueno Darlene Hard (2)                         | Karen Hantze Billie Jean King                  | 4−6, 6−3, 6−2      |
| 1963 | Robyn Ebbern Margaret Court                          | Maria Bueno Darlene Hard                       | 4−6, 10−8, 6−3     |
| 1964 | Billie Jean King Karen Hantze Susman                 | Margaret Court Lesley Turner                   | 3−6, 6−2, 6−4      |
| 1965 | Carole Caldwell Graebner Nancy Richey                | Billie Jean King Karen Hantze Susman           | 6−4, 6−4           |
| 1966 | Maria Bueno Nancy Richey                             | Billie Jean King Rosemary Casals               | 6−3, 6−4           |
| 1967 | Rosemary Casals Billie Jean King                     | Mary-Ann Eisel Donna Floyd Fales               | 4−6, 6−3, 6−4      |

### US Open
| Any  | Campiones                                | Finalistes                              | Resultat            |
| ---- | ---------------------------------------- | --------------------------------------- | ------------------- |
| 1968 | Maria Bueno Margaret Court               | Rosemary Casals Billie Jean King        | 4−6, 9−7, 8−6       |
| 1969 | Françoise Durr Darlene Hard              | Margaret Court Virginia Wade            | 0−6, 6−3, 6−4       |
| 1970 | Margaret Court Judy Tegart Dalton        | Rosemary Casals Virginia Wade           | 6−3, 6−4            |
| 1971 | Rosemary Casals Judy Tegart Dalton       | Gail Sherriff Chanfreau Françoise Durr  | 6−3, 6−3            |
| 1972 | Françoise Durr Betty Stöve               | Margaret Court Virginia Wade            | 6−3, 1−6, 6−3       |
| 1973 | Margaret Court Virginia Wade             | Rosemary Casals Billie Jean King        | 3−6, 6−3, 7−5       |
| 1974 | Rosemary Casals Billie Jean King         | Françoise Durr Betty Stöve              | 7−6, 6−7, 6−4       |
| 1975 | Margaret Court Virginia Wade (2)         | Rosemary Casals Billie Jean King        | 7−5, 2−6, 7−6       |
| 1976 | Delina Boshoff Ilana Kloss               | Olga Morozova Virginia Wade             | 6−1, 6−4            |
| 1977 | Martina Navrátilová Betty Stöve          | Renée Richards Betty Ann Grubb Stuart   | 6−1, 7−6            |
| 1978 | Billie Jean King Martina Navrátilová     | Kerry Melville Reid Wendy Turnbull      | 7−6, 6−4            |
| 1979 | Betty Stöve Wendy Turnbull               | Billie Jean King Martina Navrátilová    | 6−4, 6−3            |
| 1980 | Billie Jean King Martina Navrátilová (2) | Pam Shriver Betty Stöve                 | 7−6, 7−5            |
| 1981 | Kathy Jordan Anne Smith                  | Rosemary Casals Wendy Turnbull          | 6−3, 6−3            |
| 1982 | Rosemary Casals Wendy Turnbull           | Barbara Potter Sharon Walsh             | 6−4, 6−4            |
| 1983 | Martina Navrátilová Pam Shriver          | Rosalyn Fairbank Candy Reynolds         | 6−7, 6−1, 6−3       |
| 1984 | Martina Navrátilová Pam Shriver          | Anne Hobbs Wendy Turnbull               | 6−2, 6−4            |
| 1985 | Claudia Kohde-Kilsch Helena Suková       | Martina Navrátilová Pam Shriver         | 6−7, 6−2, 6−3       |
| 1986 | Martina Navrátilová Pam Shriver          | Hana Mandlíková Wendy Turnbull          | 6−4, 3−6, 6−3       |
| 1987 | Martina Navrátilová Pam Shriver (4)      | Kathy Jordan Elizabeth Sayers Smylie    | 5−7, 6−4, 6−2       |
| 1988 | Gigi Fernández Robin White               | Patty Fendick Jill Hetherington         | 6−4, 6−1            |
| 1989 | Hana Mandlíková Martina Navrátilová      | Mary Joe Fernandez Pam Shriver          | 5−7, 6−4, 6−4       |
| 1990 | Gigi Fernández Martina Navrátilová       | Jana Novotná Helena Suková              | 6−2, 6−4            |
| 1991 | Pam Shriver Nataixa Zvéreva              | Jana Novotná Larisa Savchenko           | 6−4, 4−6, 7−6       |
| 1992 | Gigi Fernández Nataixa Zvéreva           | Jana Novotná Larisa Savchenko Neiland   | 7−6, 6−1            |
| 1993 | Arantxa Sánchez Vicario Helena Suková    | Amanda Coetzer Inés Gorrochategui       | 6−4, 6−2            |
| 1994 | Jana Novotná Arantxa Sánchez Vicario     | Katerina Maleeva Robin White            | 6−3, 6−3            |
| 1995 | Gigi Fernández Nataixa Zvéreva           | Brenda Schultz McCarthy Rennae Stubbs   | 7−5, 6−3            |
| 1996 | Gigi Fernández Nataixa Zvéreva (3)       | Jana Novotná Arantxa Sánchez Vicario    | 1−6, 6−1, 6−4       |
| 1997 | Lindsay Davenport Jana Novotná           | Gigi Fernández Nataixa Zvéreva          | 6−3, 6−4            |
| 1998 | Martina Hingis Jana Novotná              | Lindsay Davenport Nataixa Zvéreva       | 6−3, 6−3            |
| 1999 | Serena Williams Venus Williams           | Chanda Rubin Sandrine Testud            | 4−6, 6−1, 6−4       |
| 2000 | Julie Halard-Decugis Ai Sugiyama         | Cara Black Ielena Likhovtseva           | 6−0, 1−6, 6−1       |
| 2001 | Lisa Raymond Rennae Stubbs               | Kimberly Po-Messerli Nathalie Tauziat   | 6−2, 5−7, 7−5       |
| 2002 | Virginia Ruano Pascual Paola Suárez      | Ielena Deméntieva Janette Husárová      | 6−2, 6−1            |
| 2003 | Virginia Ruano Pascual Paola Suárez      | Svetlana Kuznetsova Martina Navrátilová | 6−2, 6−2            |
| 2004 | Virginia Ruano Pascual Paola Suárez (3)  | Svetlana Kuznetsova Ielena Likhovtseva  | 6−4, 7−5            |
| 2005 | Lisa Raymond Samantha Stosur             | Ielena Deméntieva Flavia Pennetta       | 6−2, 5−7, 6−3       |
| 2006 | Nathalie Dechy Vera Zvonariova           | Dinara Safina Katarina Srebotnik        | 7−6, 7−5            |
| 2007 | Nathalie Dechy Dinara Safina             | Chan Yung-jan Chuang Chia-Jung          | 6−4, 6−2            |
| 2008 | Cara Black Liezel Huber                  | Lisa Raymond Samantha Stosur            | 6−3, 7−6(6)         |
| 2009 | Serena Williams Venus Williams (2)       | Cara Black Liezel Huber                 | 6−2, 6−2            |
| 2010 | Vania King Iaroslava Xvédova             | Liezel Huber Nàdia Petrova              | 2–6, 6–4, 7–6(4)    |
| 2011 | Liezel Huber Lisa Raymond                | Vania King Iaroslava Xvédova            | 4–6, 7–6(5), 7–6(3) |
| 2012 | Sara Errani Roberta Vinci                | Andrea Hlavacková Lucie Hradecká        | 6−4, 6−2            |
| 2013 | Andrea Hlavacková Lucie Hradecká         | Ashleigh Barty Casey Dellacqua          | 6−7(4), 6−1, 6−4    |
| 2014 | Iekaterina Makàrova Ielena Vesninà       | Martina Hingis Flavia Pennetta          | 2−6, 6−3, 6−2       |
| 2015 | Martina Hingis Sania Mirza               | Casey Dellacqua Iaroslava Xvédova       | 6−3, 6−3            |
| 2016 | Bethanie Mattek-Sands Lucie Šafářová     | Caroline Garcia Kristina Mladenovic     | 2−6, 7−6(5), 6−4    |
| 2017 | Chan Yung-jan Martina Hingis             | Lucie Hradecká Kateřina Siniaková       | 6−3, 6−2            |
| 2018 | Ashleigh Barty CoCo Vandeweghe           | Tímea Babos Kristina Mladenovic         | 3−6, 7−6(2), 7−6(6) |
| 2019 | Elise Mertens Arina Sabalenka            | Viktória Azàrenka Ashleigh Barty        | 7−5, 7−5            |
| 2020 | Laura Siegemund Vera Zvonariova          | Nicole Melichar Xu Yifan                | 6−4, 6−4            |
| 2021 | Samantha Stosur Zhang Shuai              | Coco Gauff Caty McNally                 | 6−3, 3−6, 6−3       |
| 2022 | Barbora Krejčíková Kateřina Siniaková    | Caty McNally Taylor Townsend            | 3−6, 7−5, 6−1       |
| 2023 | Gabriela Dabrowski Erin Routliffe        | Laura Siegemund Vera Zvonariova         | 7−6(9), 6−3         |
| 2024 | Liudmila Kitxenok Jeļena Ostapenko       | Kristina Mladenovic Zhang Shuai         | 6−4, 6−3            |

## Estadístiques

### Campiones múltiples (parelles)
| Tennistes en actiu |

| Tennistes                                     | Era amateur | Era Open | Total | Anys                                                                   |
| --------------------------------------------- | ----------- | -------- | ----- | ---------------------------------------------------------------------- |
| Louise Brough Clapp · Margaret Osborne duPont | 12          | 0        | 12    | 1942, 1943, 1944, 1945, 1946, 1947, 1948, 1949, 1950, 1955, 1956, 1957 |
| Sarah Palfrey Cooke · Alice Marble            | 4           | 0        | 4     | 1937, 1938, 1939, 1940                                                 |
| Shirley Fry Irvin · Doris Hart                | 4           | 0        | 4     | 1951, 1952, 1953, 1954                                                 |
| Martina Navrátilová · Pam Shriver             | 0           | 4        | 4     | 1983, 1984, 1986, 1987                                                 |
| Helen Jacobs · Sarah Palfrey Cooke            | 3           | 0        | 3     | 1932, 1934, 1935                                                       |
| Marion Zinderstein · Eleanor E. Goss          | 3           | 0        | 3     | 1918, 1919, 1920                                                       |
| Mary K. Browne · Louise Riddell Williams      | 3           | 0        | 3     | 1913, 1914, 1921                                                       |
| Gigi Fernández · / Nataixa Zvéreva            | 0           | 3        | 3     | 1992, 1995, 1996                                                       |
| Virginia Ruano Pascual · Paola Suárez         | 0           | 3        | 3     | 2002, 2003, 2004                                                       |
| Helen Hellwig · Juliette Atkinson             | 2           | 0        | 2     | 1894, 1895                                                             |
| Juliette Atkinson · Kathleen Atkinson         | 2           | 0        | 2     | 1897, 1898                                                             |
| Hazel Hotchkiss Wightman · Edith Rotch        | 2           | 0        | 2     | 1909, 1910                                                             |
| Hazel Hotchkiss Wightman · Eleonora Sears     | 2           | 0        | 2     | 1911, 1915                                                             |
| Molla Bjurstedt Mallory · Eleonora Sears      | 2           | 0        | 2     | 1916, 1917                                                             |
| Hazel Hotchkiss Wightman · Helen Wills Moody  | 2           | 0        | 2     | 1924, 1928                                                             |
| Jeanne Arth · Darlene Hard                    | 2           | 0        | 2     | 1958, 1959                                                             |
| Maria Bueno · Darlene Hard                    | 2           | 0        | 2     | 1960, 1962                                                             |
| Margaret Court · Virginia Wade                | 0           | 2        | 2     | 1973, 1975                                                             |
| Billie Jean King · Martina Navrátilová        | 0           | 2        | 2     | 1978, 1980                                                             |
| Serena Williams · Venus Williams              | 0           | 2        | 2     | 1999, 2009                                                             |

### Campiones múltiples (individual)
| Tennistes en actiu |

| Tennista                 | Era Amateur | Era Open | Total | Anys                                                                         |
| ------------------------ | ----------- | -------- | ----- | ---------------------------------------------------------------------------- |
| Margaret Osborne duPont  | 13          | 0        | 13    | 1941, 1942, 1943, 1944, 1945, 1946, 1947, 1948, 1949, 1950, 1955, 1956, 1957 |
| Louise Brough Clapp      | 12          | 0        | 12    | 1942, 1943, 1944, 1945, 1946, 1947, 1948, 1949, 1950, 1955, 1956, 1957       |
| Sarah Palfrey Cooke      | 9           | 0        | 9     | 1930, 1932, 1934, 1935, 1937, 1938, 1939, 1940, 1941                         |
| / Martina Navrátilová    | 0           | 9        | 9     | 1977, 1978, 1980, 1983, 1984, 1986, 1987, 1989, 1990                         |
| Juliette Atkinson        | 7           | 0        | 7     | 1894, 1895, 1896, 1897, 1898, 1901, 1902                                     |
| Hazel Hotchkiss Wightman | 6           | 0        | 6     | 1909, 1910, 1911, 1915, 1924, 1928                                           |
| Darlene Hard             | 5           | 1        | 6     | 1958, 1959, 1960, 1961, 1962, 1969                                           |
| Mary K. Browne           | 5           | 0        | 5     | 1912, 1913, 1914, 1921, 1925                                                 |
| Margaret Court           | 1           | 4        | 5     | 1963, 1968, 1970, 1973, 1975                                                 |
| Billie Jean King         | 2           | 3        | 5     | 1964, 1967, 1974, 1978, 1980                                                 |
| Pam Shriver              | 0           | 5        | 5     | 1983, 1984, 1986, 1987, 1991                                                 |
| Gigi Fernández           | 0           | 5        | 5     | 1988, 1990, 1992, 1995, 1996                                                 |
| Eleonora Sears           | 4           | 0        | 4     | 1911, 1915, 1916, 1917                                                       |
| Marion Zinderstein       | 4           | 0        | 4     | 1918, 1919, 1920, 1922                                                       |
| Eleanor E. Goss          | 4           | 0        | 4     | 1918, 1919, 1920, 1926                                                       |
| Helen Wills Moody        | 4           | 0        | 4     | 1922, 1924, 1925, 1928                                                       |
| Alice Marble             | 4           | 0        | 4     | 1937, 1938, 1939, 1940                                                       |
| Shirley Fry Irvin        | 4           | 0        | 4     | 1951, 1952, 1953, 1954                                                       |
| Doris Hart               | 4           | 0        | 4     | 1951, 1952, 1953, 1954                                                       |
| Maria Bueno              | 3           | 1        | 4     | 1960, 1962, 1966, 1968                                                       |
| Rosemary Casals          | 1           | 3        | 4     | 1967, 1971, 1974, 1982                                                       |
| / Nataixa Zvéreva        | 0           | 4        | 4     | 1991, 1992, 1995, 1996                                                       |
| Carrie Neely             | 3           | 0        | 3     | 1903, 1905, 1907                                                             |
| Louise Riddell Williams  | 3           | 0        | 3     | 1913, 1914, 1921                                                             |
| Betty Nuthall Shoemaker  | 3           | 0        | 3     | 1930, 1931, 1933                                                             |
| Helen Jacobs             | 3           | 0        | 3     | 1932, 1934, 1935                                                             |
| Betty Stöve              | 0           | 3        | 3     | 1972, 1977, 1979                                                             |
| Jana Novotná             | 0           | 3        | 3     | 1994, 1997, 1998                                                             |
| Virginia Ruano Pascual   | 0           | 3        | 3     | 2002, 2003, 2004                                                             |
| Paola Suárez             | 0           | 3        | 3     | 2002, 2003, 2004                                                             |
| Lisa Raymond             | 0           | 3        | 3     | 2001, 2005, 2011                                                             |
| Martina Hingis           | 0           | 3        | 3     | 1998, 2015, 2017                                                             |
| Mabel Cahill             | 2           | 0        | 2     | 1891, 1892                                                                   |
| Helen Hellwig            | 2           | 0        | 2     | 1894, 1895                                                                   |
| Kathleen Atkinson        | 2           | 0        | 2     | 1897, 1898                                                                   |
| Myrtle McAteer           | 2           | 0        | 2     | 1899, 1901                                                                   |
| Elisabeth Moore          | 2           | 0        | 2     | 1896, 1903                                                                   |
| Edith Rotch              | 2           | 0        | 2     | 1909, 1910                                                                   |
| Molla Bjurstedt Mallory  | 2           | 0        | 2     | 1916, 1917                                                                   |
| Kitty McKane Godfree     | 2           | 0        | 2     | 1923, 1927                                                                   |
| Jeanne Arth              | 2           | 0        | 2     | 1958, 1959                                                                   |
| Nancy Richey             | 2           | 0        | 2     | 1965, 1966                                                                   |
| Judy Tegart Dalton       | 0           | 2        | 2     | 1970, 1971                                                                   |
| Françoise Durr           | 0           | 2        | 2     | 1969, 1972                                                                   |
| Virginia Wade            | 0           | 2        | 2     | 1973, 1975                                                                   |
| Wendy Turnbull           | 0           | 2        | 2     | 1979, 1982                                                                   |
| / Helena Suková          | 0           | 2        | 2     | 1985, 1993                                                                   |
| Arantxa Sánchez Vicario  | 0           | 2        | 2     | 1993, 1994                                                                   |
| Nathalie Dechy           | 0           | 2        | 2     | 2006, 2007                                                                   |
| Serena Williams          | 0           | 2        | 2     | 1999, 2009                                                                   |
| Venus Williams           | 0           | 2        | 2     | 1999, 2009                                                                   |
| Liezel Huber             | 0           | 2        | 2     | 2008, 2011                                                                   |
| Vera Zvonariova          | 0           | 2        | 2     | 2006, 2020                                                                   |
| Samantha Stosur          | 0           | 2        | 2     | 2005, 2021                                                                   |